# Phacelia vallicola
Phacelia vallicola är en strävbladig växtart som beskrevs av Joseph Whipple Congdon och August Brand. Phacelia vallicola ingår i Faceliasläktet som ingår i familjen strävbladiga växter. Inga underarter finns listade i Catalogue of Life.